# American Type Founders
Pour les articles homonymes, voir ATF.
L'American Types Founders (ATF) est une entreprise américaine de fonte de caractères typographiques, créée en 1892 par l'association de 23 fonderies qui représentaient alors près de 85 % de la production typographique aux États-Unis.

## Histoire
C'est dans le cadre de la production de masse sans cesse grandissante dans le domaine de l'imprimerie, que les fonderies, paradoxalement, sont menacées de disparaître à terme. En effet, la technique évolue et les Linotypes d'Otto Mergenthaler sont de plus en plus utilisées : elles fondent elles-mêmes leurs caractères à partir d'un jeu de matrices, rendant obsolète la composition manuelle et le recours aux polices traditionnelles. En s'associant, les diverses fonderies forment un groupe puissant qui va dominer le marché américain depuis sa fondation jusque dans les années 1940, et sera encore très influent jusqu'aux années 1960.
Bien que solide, le groupe diminue cependant ses activités. En 1934, une faillite oblige à une réorganisation totale.
En 1983, ATF ne comprend plus que six employés. La société est rachetée par Kingsley. En 1993, ATF-Kingsley ferme ses portes et le matériel est dispersé aux enchères. La branche impression, après être devenue Kingsley Holding Corporation, continue sous le nom ATF Davidson, après une tentative de vendre les polices numériques sous la marque ATF.
Les machines d'ATF, en particulier les fondeuses, ont été préservées et sont visibles en fonctionnement à la Dale Guild Type Foundry à Howell, New Jersey.

## Créateurs de caractères
Dès l'origine, les créateurs de caractères travaillant pour ATF sont parmi les meilleurs au monde. Si tous sont employés par les diverses fonderies du groupe, le vice-président Joseph W. Phinney fait appel à des créateurs indépendants. C'est ainsi que Frederic Goudy présente à ATF sa première police, qui lui est payée dix dollars, soit le double de ce qu'il demandait. Morris Fuller Benton devient le directeur artistique et produit, de 1900 à 1937, une énorme quantité de caractères qui sont devenus des classiques : la famille des Century, Bank Gothic, Broadway, Bulmer, Franklin Gothic, Goudy, News Gothic, Brush Script, etc.

Franklin Gothic
News Gothic
Bank Gothic
Broadway
Brush Script
Bulmer
OCR-A

## Autres secteurs d'activité

### Presses typographiques
ATF produit des équipements d'impression, notamment des presses Kelly Automatic, et plus tard, des presses offset, ATF Chief et ATF Davidson.

### Photocomposeuses
Dans les années 1960 et 1970, alors que l'activité typographie a pratiquement disparu, ATF met sur le marché les photocomposeuses les moins chères. Le modèle A a une carrière assez courte, mais le modèle B est vendu largement aux États-Unis, au Canada et dans tous les pays européens.